# ماسانوري تاجوشى
ماسانوري تاجوشى (باليابانية: 田口昌徳؛ بالكانا: たぐち まさのり) هو لاعب كرة قاعدة ياباني، ولد في 26 أغسطس 1970 في Fujishiro, Ibaraki ‏ في اليابان.

## وصلات خارجية
- ماسانوري تاجوشى على موقع الدوري الياباني لكرة القاعدة (الإنجليزية)
- ماسانوري تاجوشى على موقعبيزبول رفرنس.كوم (الدوري الثانوي) (الإنجليزية)